# 密花桃叶珊瑚
密花桃叶珊瑚（学名：Aucuba confertiflora）是绞木科桃叶珊瑚属的植物，为中国的特有植物。分布在中国云南等地，生长于海拔1,000米至1,550米的地区，多生于林中。